# Sporkenburg
Die Sporkenburg ist die Ruine einer spätmittelalterlichen Spornburg rund einen Kilometer südlich von Eitelborn im Westerwaldkreis in Rheinland-Pfalz.

## Lage
Die Ruine liegt auf der Gemarkung des Dorfes Eitelborn im Westerwald oberhalb der Landesstraße 329 zwischen Bad Ems und Arzbach. Mitten im Wald gelegen, ist die Sporkenburg nicht einfach zu finden. Man folgt am besten vom östlichen Ortsausgang Eitelborns aus (Erlenweg, nahe dem Friedhof) der Beschilderung den Burgweg hinunter in den Wald. Man passiert die Schranke und nimmt an der Wegkreuzung den Pfad nach rechts, der leicht abfällt. Alternativ steigt man von der L 329 auf, von der aus die Burg über dem Tal zu sehen ist.
Die nicht bewirtschaftete Ruine ist jederzeit frei zugänglich.

## Anlage

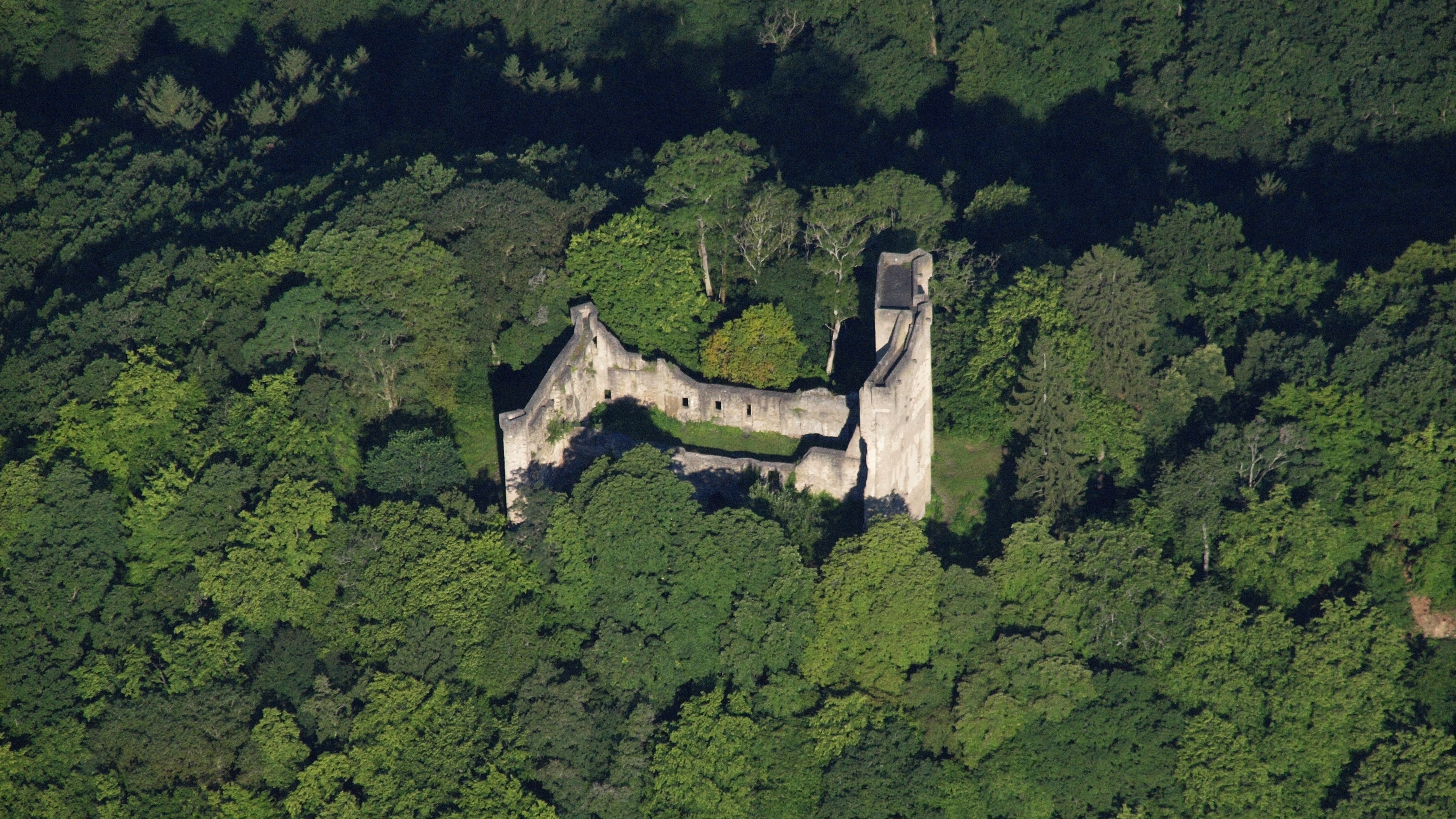
Die Sporkenburg südöstlich von Eitelborn

Die Turmburg befindet sich auf einem etwa rechteckigen Bergsporn oberhalb des Emsbaches. Der Sporn fällt nach Westen, Süden und Osten steil ab. Im Norden ist der Burg ein Halsgraben vorgelagert. Die äußeren Verteidigungsanlagen und der südlich vorgelagerte Zwinger sind nahezu vollständig verschwunden.
Die Kernburg ist 35 Meter lang und 18 Meter breit. Sie besitzt keinen Bergfried. Auf der Nordseite verfügt die Burg über eine fünfstöckige, mit Tourellen verstärkte, leicht geknickte, Schildmauer mit einer Höhe von fast 20 Metern. In der westlichen Schildmauer befand sich der Zugang zur Kernburg. Auf der Südseite der dicht bebauten Kernburg befand sich der Palas, dessen Außenmauern erhalten sind. Der östliche Teil der Kernburg ist vollständig abgegangen.

## Geschichte
Wahrscheinlich unter Erzbischof Poppo (1016–1047) gelangte der untere Engersgau unter die Herrschaft von Kurtrier. Aus diesem Besitz schenkte Erzbischof Engelbert (1079–1101) das Dorf Dezerhaid der Benediktinerabtei St. Matthias. Im späten 13. Jahrhundert befand sich der Ort als Lehen im Besitz von Emmerich von Andernach und Heinrich von Lahnstein. Diese begannen mit dem Bau einer Burg. Die Burg wurde jedoch von Graf Otto von Nassau, als Vogt von Kurtrier, zerstört. Daraufhin übertrug Heinrich von Lahnstein seine Rechte an Dezerhaid an Heinrich II. von Helfenstein.
Heinrich II. von Helfenstein ließ, vermutlich nicht an der alten Stelle, die Sporkenburg ab dem Jahre 1310 neu errichten. Er übertrug sie dem Trierer Erzbischof Balduin (1307–1354) als Lehen. Die Burg entwickelte sich zum Zentrum der Herrschaft Helfenstein-Sporkenburg. Die Familie von Helfenstein besaß neben ihrer Stammburg Burg Helfenstein, die sich unterhalb der kurtrierischen Burg Ehrenbreitstein befand, noch die Burg Mühlenbach bei Arenberg.
Im Jahr 1515 verkaufte Johann von Helfenstein die Burg an Johann und Quyrin von Nassau (nicht mit den Grafen von Nassau zu verwechseln). In der Urkunde wurde die Burg als „vast buwefellig“ bezeichnet. Von den Herren von Nassau ging die Burg 1604 an die von Metternich. Im Dreißigjährigen Krieg wurde sie im Jahre 1635 von den Franzosen zerstört.
Staatskanzler Fürst von Metternich verkaufte die Ruine 1811. Im Jahre 1900 ging das Bauwerk an Preußen und 1948 an Rheinland-Pfalz über. Das Landesamt für Denkmalpflege Rheinland-Pfalz restaurierte seit 1967 schrittweise die vorhandenen Mauerreste.

## Einzelbelege
1. ↑  Michael Losse: Die Lahn Burgen und Schlösser. Imhof Verlag, Petersberg 2007, ISBN 978-3-86568-070-9, S. 96.